# Josef Georg Böhm

Josef Georg Böhm

Josef Georg Böhm (* 28. März 1807 in Rožďalovice, Böhmen; † 26. Jänner 1868 in Prag) war ein österreichischer Astronom und Mathematiker.

## Leben
Nach dem Besuch des Gymnasiums in Prag trat Josef Georg Böhm ins Priesterseminar ein und begann Theologie zu studieren. Schon bald wechselte er jedoch an die philosophische Fakultät der Prager Universität, wo er Vorlesungen in Mathematik, Physik und Astronomie hörte. Nach seiner Promotion wurde er 1833 Assistent an der Wiener Sternwarte unter Joseph Johann von Littrow. Anschließend arbeitete er an der Sternwarte in Ofen und als supplierender Professor für Mathematik an der Universität Salzburg. 1839 wurde er zum ordentlichen Professor für Mathematik und praktische Geometrie an die Universität Innsbruck berufen. 1848 wurde er zum Rektor gewählt. Gleichzeitig war er auch Sekretär der k.k. Landwirthschafts-Gesellschaft für Tirol und Vorarlberg. 1852 wurde er zum Direktor der Prager Sternwarte ernannt und trat als ordentlicher Professor der theoretischen und praktischen Astronomie an der Prager Universität die Nachfolge von Karl Kreil an. 1863 erlitt er eine schwere Lungenentzündung, von der er sich nicht mehr erholte. Dazu kamen ein Unterleibsleiden und eine fast zur Taubheit führende Schwerhörigkeit. Am 26. Jänner 1868 starb er im Prager Clementinum an Lungentuberkulose.

## Leistungen

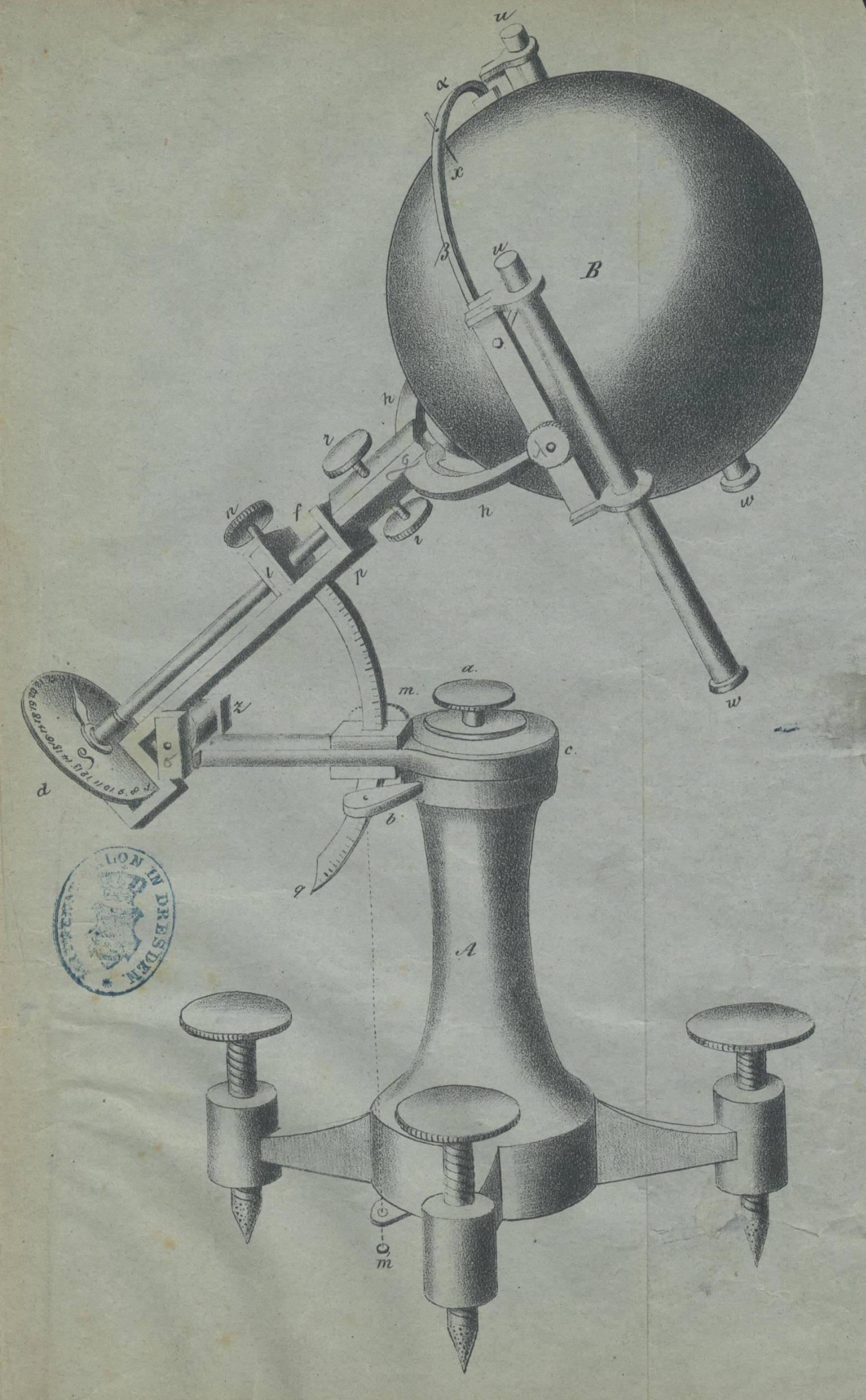
Darstellung des Uranoskops (1847)

Böhm war vielseitig interessiert und auf verschiedensten Gebieten tätig, hauptsächlich im Bereich der Astronomie, aber auch der Physik, des Geomagnetismus, der Meteorologie, der Ballistik und der Landwirtschaft.
In seiner Eigenschaft als Sekretär der k.k. Landwirthschafts-Gesellschaft für Tirol und Vorarlberg veröffentlichte er 1843 einen Bericht über Düngungsversuche mit Guano und gab 1846 eine Kurze Anleitung zum Hopfenbau heraus.
In der Astronomie beschäftigte er sich unter anderem mit der Beobachtung von Sonnenflecken und Ableitung der Rotationselemente der Sonne und entwickelte eine neue Methode, die geographische Breite und den Azimut gleichzeitig zu bestimmen. 1864/65 war er ohne großen Erfolg an der Restaurierung der Prager Rathausuhr beteiligt.
Böhm entwickelte das Uranoskop, ein Gerät zur einfachen Identifizierung von Sternen. Wenn das Instrument auf einen Stern gerichtet wird, zeigt ein Zeiger auf dem angeschlossenen Himmelsglobus auf den beobachteten Stern. Dabei handelt es sich um eine verbesserte Version des Astrodeiktikon (Astrognostikon) des Erhard Weigel. Böhm brachte das Instrument 1847 auf den Markt, nachdem er es einem kleinen Kreis von Interessierten schon einige Jahre zuvor vorgeführt hatte. Das Uranoskop erschien in mehreren Auflagen mit unterschiedlich großen Himmelsgloben. Dieser hatte 1847 einen Durchmesser von 4,5" (12 cm), 1850 von 12" (32 cm), und um 1854 von 3" (8,5 cm). Die Ausgabe von 1860, die in Zusammenarbeit mit dem Prager Globusmacher Jan Felkl entstand, hatte einen Himmelsglobus mit 6" (15,8 cm) Durchmesser, zeigte Sterne bis zur 5. Größe und erschien in zwei Versionen, einer mit den deutschen, einer mit den lateinischen Namen der Sternbilder.

## Auszeichnungen
Josef Georg Böhm war seit 1853 außerordentliches Mitglied der Königlichen böhmischen Gesellschaft der Wissenschaften in Prag. 1857 wurde er zum Mitglied der Deutschen Akademie der Naturforscher Leopoldina gewählt. Für seine ballistischen Versuche bekam er 1862 das Ritterkreuz des Franz-Joseph-Ordens verliehen. Er war außerdem Träger des sächsischen Albrechts-Ordens und des dänischen Dannebrog-Ordens.

## Schriften
- Ueber eine durch mehrfache Versuche bewährte, sehr einfache und leicht ausführbare Methode, unfruchtbaren Kühen zur Fruchtbarkeit zu verhelfen. Verhandlungsakten der K. K. Landwirthschaftsgesellsch. von Tirol und Vorarlberg, Wagner, Innsbruck 1844
- Beschreibung des Uranoscop's und Anleitung zu dessen vollständigem Gebrauche, das ist zur leichten, genauen und sicheren Kenntniß des gestirnten Himmels und seiner Wunder. Innsbruck 1847
- Ueber die Tiroler Landesvertheidigung des Jahres 1848 im Allgemeinen und über den Antheil der Innsbrucker Universität an derselben. Wagner, Innsbruck 1849 google books
- Beobachtungen von Sonnenflecken und Bestimmung der Rotations-Elemente der Sonne.  Denkschriften der Akademie der Wissenschaften in Wien, 3_2: 39–42 (1852) google books
- Beobachtungen von Sonnenflecken in den Jahren 1833, 1834, 1835 und 1836. (Beobachtungsort: Die k.k. Universitäts-Sternwarte in Wien). Denkschriften der Akademie der Wissenschaften in Wien, 3_2: 43–112 (1852)
- Methode, geographische Breite und Azimut zugleich aus blossen Azimut-Beobachtungen der Circumpolar-Sterne, ohne Kenntniss und Hilfe der Zeit, auf das Genaueste zu finden : Bestimmung der geographischen Breite von Innsbruck. Carl Bellmann, Prag 1855
- Ueber die geographische Breite von Prag. Carl Bellmann, Prag 1857
- Beschreibung eines Uranoscops und Anleitung mittels desselben auf eine höchst leichte, genaue und sichere Weise den gestirnten Himmel und seine Wunder kennen zu lernen.  Nicolaus Lehmann, Prag 1860
- Ballistische Versuche und Studien mit besonderer Rücksicht auf die neuen weittragenden Gewehre der Kais. Kön. Armee und die französische Minié-Büchse. Calve, Prag 1861. (Abhandlungen der Königlichen Böhmischen Gesellschaft der Wissenschaften; Folge 5, Bd. 11)
- Beschreibung der alterthümlichen Prager Rathhaus-Uhr. Abhandlungen der Königl. Böhmischen Gesellschaft der Wissenschaften; Folge 5, Bd. 14, Prag 1867
- Kleines logarithmisch-trigonometrisches Handbuch. Verlag der Wagner’schen Universitäts-Buchhandlung, Innsbruck 1882 Archive
- Die Kunst-Uhren auf d. k. k. Sternwarte zu Prag. Selbstverlag der k.k. Sternwarte, Prag 1908 Digitale Bibliothek MDZ